# Piatra Craiului-bjergene
Piatra Craiului-bjergene (tysk: Königstein, ungarsk: Királykő-hegység) er en bjergkæde i de Transsylvanske Alper i Rumænien. Dens navn er oversat som Kings' Rock eller The Rock of the Prince. Bjergkæden ligger i distrikerne Brașov og Argeș; det er en del af Piatra Craiului Nationalpark, som dækker et område på 147,66 km2.
Piatra Craiului-bjergene danner en smal og savlignende højderyg, som er omkring 25 km lang. Højeste punkt i massivet er "Vârful La Om" der er 2.238 moh. Kammen betragtes som et af de smukkeste steder i Karpaterne, og kan opleves via en krævende to-dages vandrerute på den nord-sydlige højderyg. Den starter ved enten Plaiul Foii i nordvest eller Curmătura i nordøst, hvor vandrerne klatrer op til højderyggen, før de følger en noget usikker sti langs den smalle bjergryg. Nedstigningen i den sydlige ende fører ind i et karstlandskab med dybe kløfter og afrundede skråninger, hvor vand, der trænger ind i klippen, har udhugget en række huler.

## Beliggenhed
Massivet afgrænses i vest af Dâmbovița-dalen, som adskiller det fra Iezer-Păpușa-massivet; i nordvest adskiller floden Bârsa og Curmătura Foii den fra Făgăraș-bjergene, og i øst afgrænser Rucăr-Bran-passet den fra Bucegi- og Leaotă- bjergene. Den sydlige grænse er sammenløbet af dalene til Dâmbovița og Dâmbovicioara-floderne, i Podul Dâmboviței-depressionen.

## Naturbeskyttelse
Hele bjergkæden er inkluderet i nationalparken Parcul Național Piatra Craiului (Piatra Craiului Nationalpark). Den første beskyttelse af dette område startede i 1938, da 4,4 km2 blev erklæret som et "naturreservat". Lov 5/2000 udvidede dette område til 147,66 km2. I 2003 blev de ydre grænser og den interne zoneinddeling fastlagt. Siden 1999 har der eksisteret en parkadministration, og siden 2005 har en forvaltningsplan været på plads.
I nationalparkens område omkring 300 svampearter, 220 lavarter, 100 forskellige mosser, 1.100 arter af overlegne planter (en tredjedel af antallet af alle plantearter fundet i Rumænien). Der er 50 arter der er endemiske i Karpaterne og også to endemiske arter for Piatra Craiului.
Der er også to endemiske arter af edderkopper, 270 sommerfuglearter, padder og krybdyr, 110 fuglearter (50 opført i Bern-konventionen og 6 i Bonn-konventionen), 17 flagermusarter, gemse og andre store planteædere og også mange store kødædere (ulve, brune bjørne, los), der bor i nationalparken.

## Adgang
Byen Zărnești er det vigtigste adgangspunkt for at besøge nationalparken. Det er også et ideelt udgangspunkt for indflyvninger i den nordlige del af massivet. Denne by ligger 28 km fra byen Brașov, ad vej, bus eller jernbane. Fra Zărnești, er der en 11 km lang vej til hytten "Plaiul Foii", som er et godt udgangspunkt for at bestige højdedraget.
Fra den sydvestlige del af byen Zărnești starter også en skovvej, der fører gennem Zărnești Gorges (Prăpăstiile) og videre op til højderyggen. Nationalparkens administration ligger i Zărnești og der er bygget et nyt besøgscenter 1 km vest for byen.
De traditionelle landsbyer Măgura, Peștera, Ciocanu og Șirnea er interessante udgangspunkter for ruterne på den østlige skråning og for at komme i kontakt med den traditionelle rumænske livsstil. Măgura har udsigt mod Bucegi- og Piatra Craiului-bjergene.

## Aktiviteter
En af de mest almindelige aktiviteter i Piatra Craiului er trekking. "Prăpăstiile Zărneștilor"-kløften er en af de mest besøgte seværdigheder i massivet. Også på grund af sine høje, stejle vægge er den meget velegnet til bjergbestigning. I begyndelsen af oktober finder en trail-run-konkurrence sted i Piatra Craiului National Park; Piatra Craiului Marathon er både smuk og hård med en længde på 42 km og en højdestigning på 2.300 meter.

## I populærkulturen
- Filmen Tilbage til Cold Mountain fra 2003 med Nicole Kidman og Jude Law i hovedrollerne blev optaget i Prăpastiile Zărneștiului, en kløft, som er udgangspunktet for de fleste stier mod Piatra Craiului. [6]